# Catedral basílica de San Pedro (Saint-Claude)
La basílica catedral de San Pedro de Saint-Claude o simplemente catedral de Saint-Claude (en francés: Basilique-Cathédrale Saint-Pierre ou Cathédrale Saint-Pierre, Saint-Paul et Saint-André de Saint-Claude) es una catedral católica de Francia, erigida en la pequeña ciudad de Saint-Claude, en el departamento del Jura (región de Borgoña-Franco Condado).
La catedral fue clasificada en el título de los monumento histórico de Francia el 30 de octubre de 1906.
El 10 de junio de 1950 la catedral fue distinguida como basílica menor.

## Historia
La actual catedral fue anteriormente la iglesia de la antigua abadía de Condat (fundada en el siglo V), la que junto con el pueblo creció y pronto adquirió el nombre de Saint-Oyand o Saint-Oyend  en honor de san Eugenio (510), cuarto abad y un santo popular. En 687, san Claudio renunció como obispo de Besançon y se convirtió en el duodécimo abad del sitio. Después de su muerte, en 696, su tumba se convirtió en un centro de peregrinación muy popular, hasta el punto de que en el siglo XIII, el nombre "Saint-Claude" se había utilizado más que el de "Saint-Oyand", al que reemplazó.
La diócesis de Saint-Claude fue creada en 1742, fuera de las parroquias a cargo de la abadía. La iglesia de la abadía, construida en el siglo XV, se convirtió en la catedral.

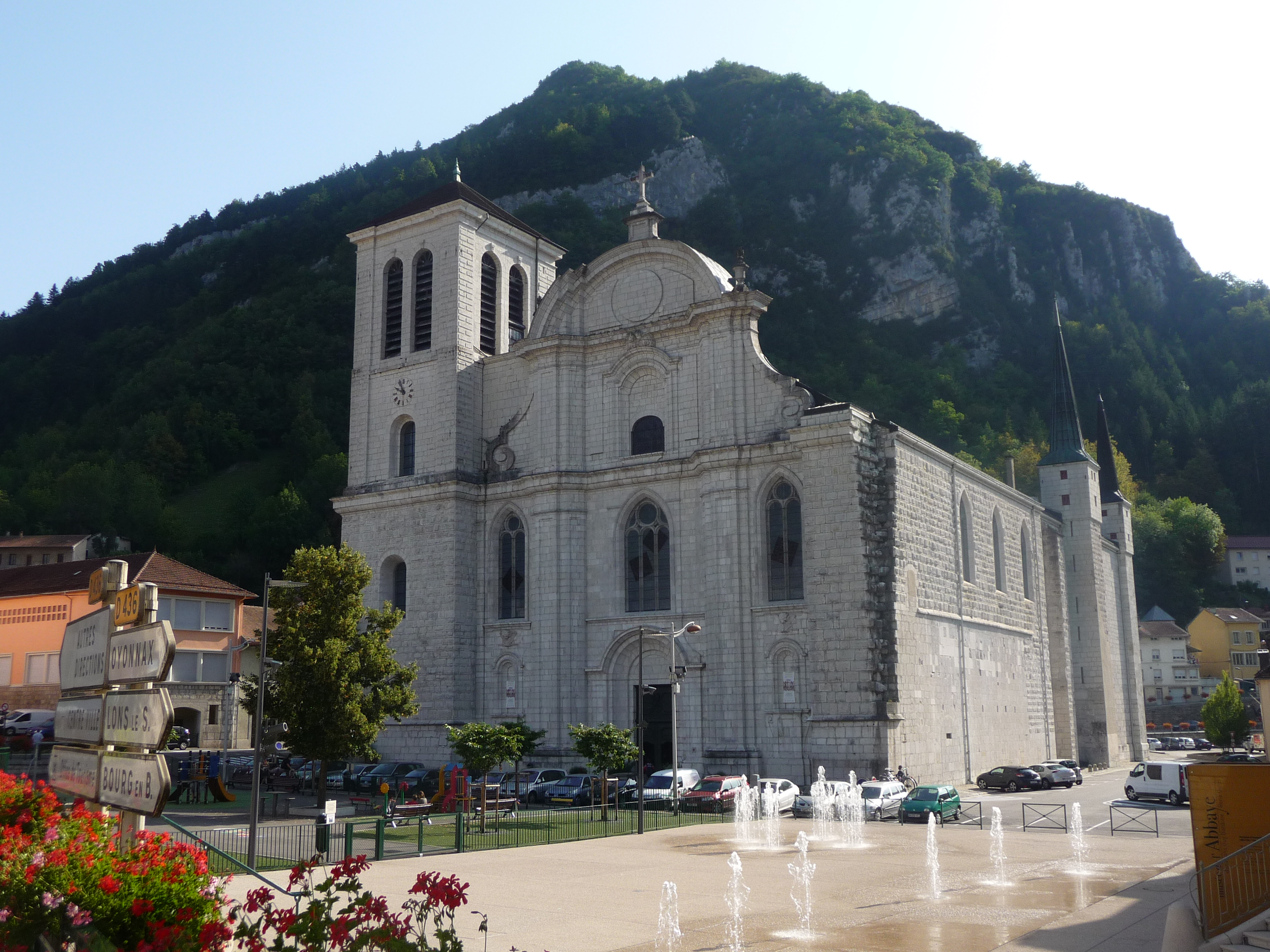
Exterior de la catedral

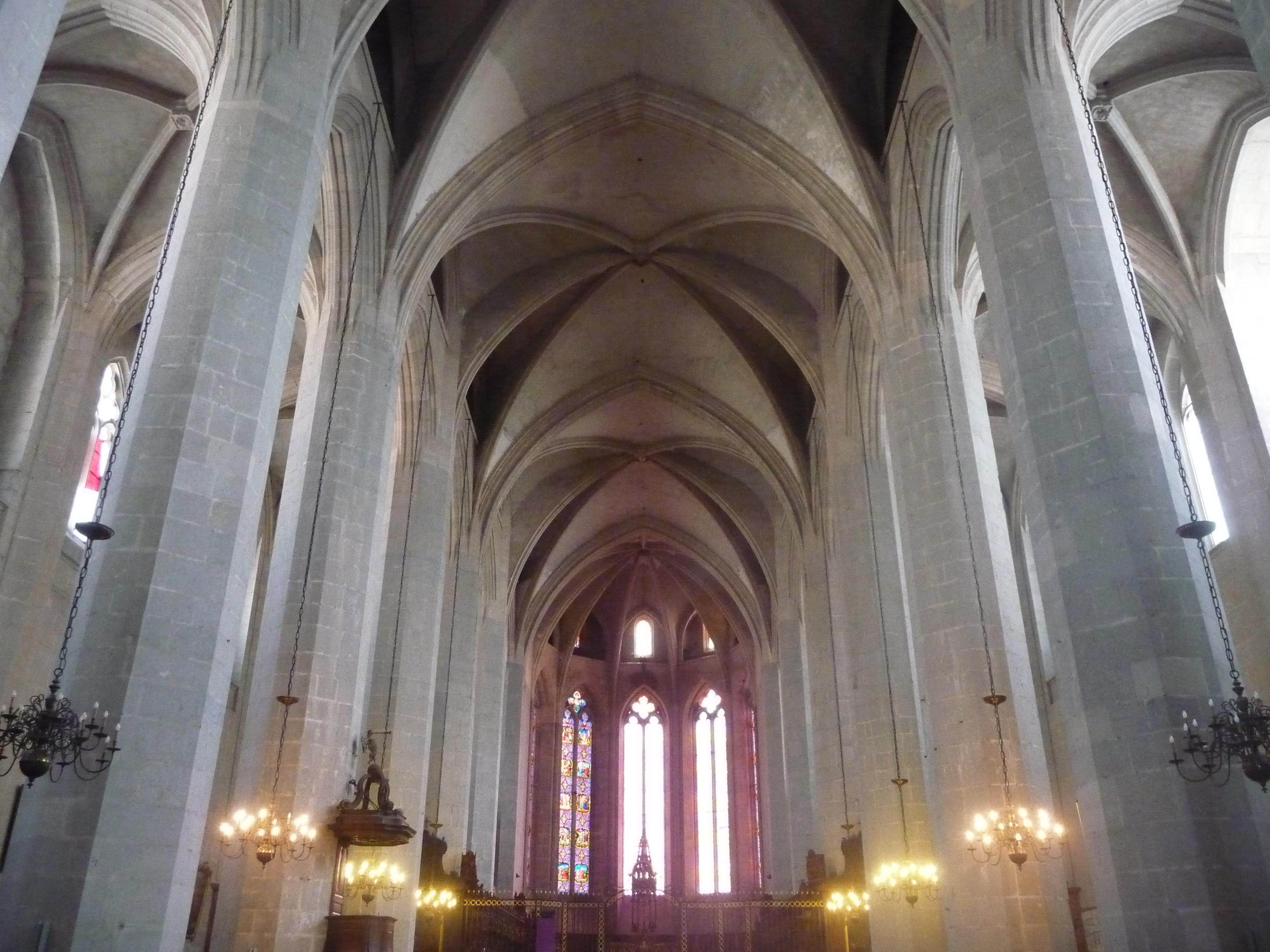
Vista interna